# (1575) Winifred
(1575) Winifred ist ein Asteroid des Hauptgürtels, der am 20. April 1950 von R. C. Cameron am Goethe-Link-Observatorium der Indiana University entdeckt wurde.
Der Asteroid ist nach dem US-amerikanischen Planetologen Winifred Sawtell Cameron benannt.